# Dudu Cearense
Dudu Cearense (* 15. duben 1983) je bývalý brazilský fotbalista a reprezentant.

## Reprezentace
Dudu Cearense odehrál 11 reprezentačních utkání. S brazilskou reprezentací se zúčastnil jihoamerického turnaje Copa América 2004.

## Statistiky
| Brazílie | Brazílie | Brazílie |
| Roky     | Záp.     | Góly     |
| -------- | -------- | -------- |
| 2004     | 4        | 0        |
| 2005     | 0        | 0        |
| 2006     | 5        | 0        |
| 2007     | 2        | 0        |
| Celkem   | 11       | 0        |